# 上海市环境监测中心
上海市环境监测中心是中華人民共和國上海市一個負責監測環境和空氣質量的機構，為國家環境監測一級站，籌備於1978年，1983年正式成立。